# Michael Johannes Antonius Lans
Michael Johannes Antonius Lans (bekannt auch als Michael J.A. Lans und Monsignore M.J.A. Lans, * 18. Juli 1845 in Haarlem; † 3. Februar 1908 in Amsterdam) war ein niederländischer Komponist, Musikwissenschaftler auf dem Gebiet der Kirchenmusik und katholischer Priester. Er galt als ausgewiesener Fachmann für Gregorianischen Gesang.

## Leben und Werk
Er wurde im Juli 1845 in Haarlem als Sohn des Bierbrauers Bernardus Lans und Sophia Catharina Hafkenscheidt, der Schwester des Redemptoristenpredigers und Volksmissionars Bernard Hafkenscheidt (1807–1865) geboren. Seine theologische Ausbildung erhielt er am Kleinen Seminar Hageveld in Voorschoten und am Großen Seminar in Warmond. 1869 wurde er Priester. Seine musikalische Persönlichkeitsseite entwickelte er bei seinen Eltern und bei dem Klavier-, Orgel- und Kompositionslehrer Schaeken. Er wurde zum Musiklehrer und Leiter der Gesangsübungen am Großen Seminar in Warmond ernannt.
Nachdem er eine Zeit lang als Kaplan in Hillegom gearbeitet hatte, wurde er Lehrer am Seminar Hageveld. Es folgten Anstellungen als Pfarrer in Schiedam (1887), Domherr in Haarlem (1896) und Dekan von Amsterdam (1906).
Michael J. A. Lans gründete 1876 das Periodikum Gregoriusblad, dessen Chefredakteur er bis zu seinem Tod war. 1876 wurde der Niederländische Sankt Gregorius Verein zur Förderung der Kirchenmusik (Nederlandsche Sint Gregorius-vereeniging tot bevordering van Kerkelijke Muziek) gegründet. Hier wurde Michael J.A. Lans Vorsitzender der Kommission zur Förderung kirchenmusikalischer Kompositionen. Lans galt als Erneuerer der Kirchenmusik auf einen cäcilianischen Stil hin. Er war Besucher des Kongresses für Gregorianischen Gesang 1892 in Arezzo.
Er komponierte mehrere Messen. Er veröffentlichte unter anderem 1882 das Werk Palestrina und 1889 das Handbuch des Kontrapunktes.